# Black MIDI
Black MIDI（ブラックミディ）とは、 既存曲、又はオリジナル曲のMIDIファイルを利用して多くの音符を含むリミックスを作成する音楽ジャンルの一つである。黒楽譜とも呼ばれている。

## 概要

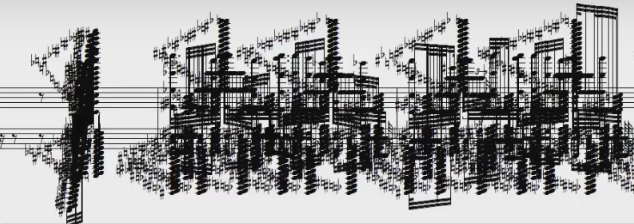
Black MIDIの例。このような楽譜を伴う動画をBlack Score、黒楽譜とも言う。 多くの音符が密集し、黒く塗りつぶされたような見た目であることから「Black MIDI」という名前が用いられるようになった。

Black MIDIの明確な音符の数の定義はなく、数千個程度のものから数兆個のものまで幅広く存在する。海外ではBlack MIDIの作者をBlackerと呼ぶことがある。 Black MIDIの原型は2009年に日本(ニコニコ動画)で生まれており、YouTubeなどを通じて2011年頃には北アメリカやヨーロッパへとその文化が広がっていった。 YouTubeでの動画は主にMIDI作者によって作成される動画と、配布されたMIDIデータを再生した動画の2つに分かれる。

## 歴史
最初の黒楽譜は東方プロジェクトより、同人サークル「COOL&CREATE」のビートまりおによるアレンジ曲の「最終鬼畜フランドール・S」である。この作品がニコニコ動画で活動している白鷺ゆっきーが2009年、ニコニコ動画上にあった自動演奏用のMIDIデータを合成したことに始まり、彼は「ナイト・オブ・ナイツ」などといったMIDIも作成し、公開している。この動画がYouTubeに転載されると、2年後には黒楽譜は日本から中国、韓国へと広がりを見せた。動画も初めピアノと楽譜だけであったものがMAMPlayer、Music Studio Producer、Singer Song Writer、Piano From Above などを利用した動画もアップロードされるようになった。これらの楽譜付きの黒楽譜の動画をBlack Score（黒楽譜）と呼ばれる。
その後日本の積極的なBlack MIDIは衰退していたが、2011年2月にkakakakaito1998(ニコニコ動画内名義ではkkk)とりゅうじゅんによって作成された合作の動画がYouTubeにアップロードされると、Black MIDIの人気はさらにヨーロッパやアメリカ (ヨーロッパでの広まりには、John L. Sinneslöschenというユーザーの貢献が大きく、彼の活動がジャンルの普及に一役買った) に移行していった。するとすぐに世界中のBlackerが、音符の複雑さに合わせて膨大な色や模様を使用して、数百万音符にも及ぶMIDIを作成し次々とアップロードすることで、彼らはまた、Black MIDIの規範を導入し、設定したBlack MIDIとImpossible Music Wikiのサイトを作成した。

## 日本国内でのBlack MIDI
日本国内でのBlack MIDI、又は黒楽譜は主に下にピアノロール、上に楽譜といった動画のスタイルが主流となっている。日本国内でのBlackMIDIが衰退していった後にも国内では少なからずそのコンテンツのファンがいる。そのファンであるYokkinとALEXは2015年8月に日本人のためのGoogle+コミュニティを作成し、2016年１月にそのコミュニティをJapanese Black MIDI Team (日本黒MIDIチーム)と命名した。
2017年1月のところメンバーは12人であり、主にDiscord、YouTube上で活動している。少ないメンバーでありながらも活動はしており、オリジナル曲をBlackMIDIにする、既存曲をアレンジし、それをBlackMIDIにするといったことをしている。
2018年7月現在メンバーは18人以上となっている。

## 日本国外でのBlack MIDI

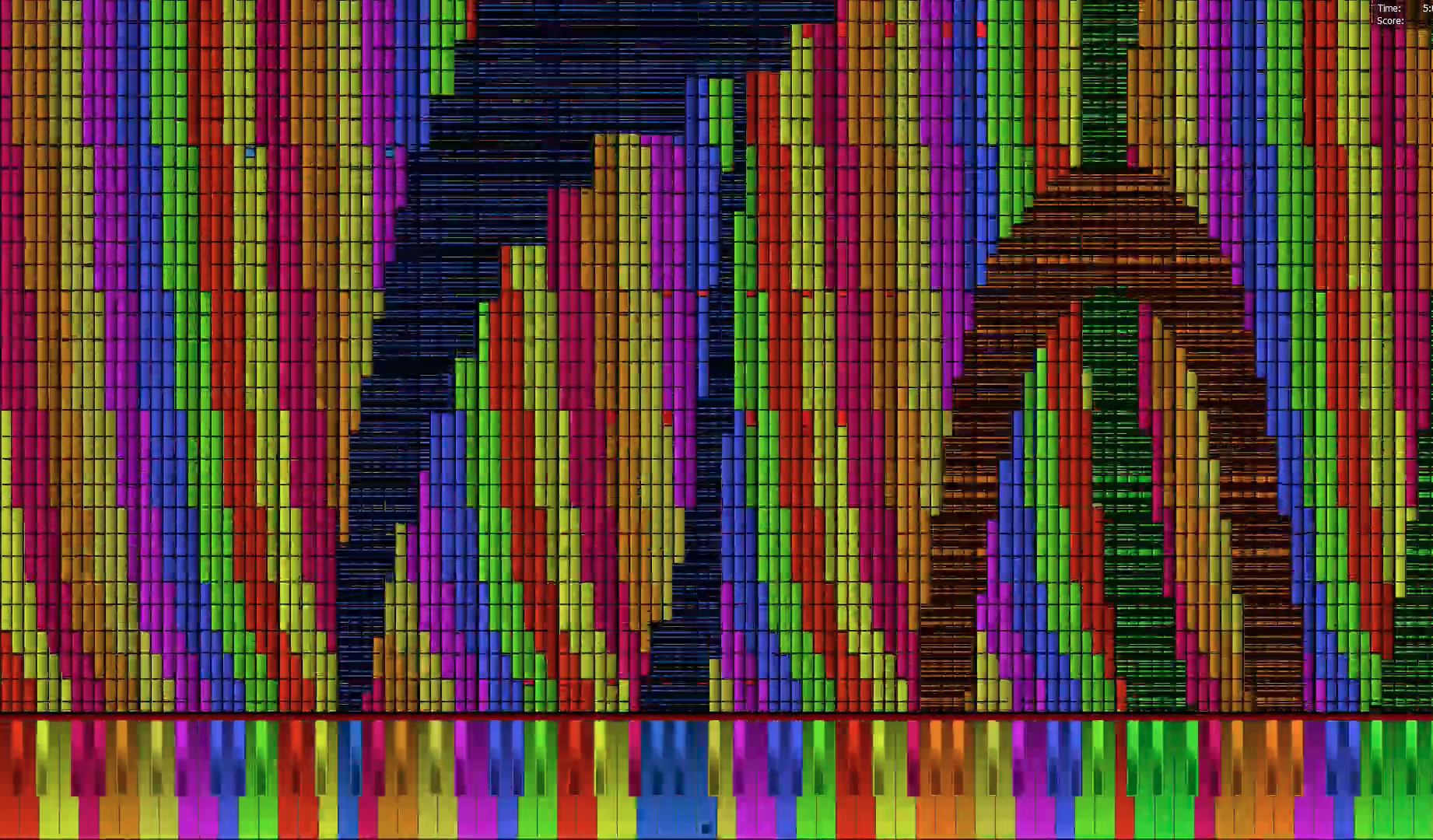
海外のBlack MIDIの傾向として多い、大量のノーツをカラフルな幾何学模様に仕立てた作品。画像のものはそれらの一つである"tau the song"。このようなMIDIファイルではBlack MIDI黎明期よりも遥かに多い音符を用いるため、黎明期にMIDI再生に多く用いられていたプレイヤーでは再生するコンピューターの性能に関係せず、ラグが生じることが多い。

日本国内でBlack MIDIが衰退し、ファンが少なくなった後の日本国外（以下海外）でのBlack MIDIは、主にピアノロールによる動画での作品投稿が多い。Black MIDIと呼ばれるようになったのは海外に投稿されたことが発祥とされており、ピアノロールによってとてつもない数の音が流れてくる様子から海外では「Black MIDI」と呼ばれることが多くなった。
海外ではこのコンテンツのファンのためのコミュニティである「Official BlackMIDI Community」を作成しており、BlackMIDIのコミュニティの中では一番のメンバー人数を誇る。又、日本国内と海外の交流が盛んなコミュニティともなっている。

## 再生されるBlack MIDI
SynthesiaやPiano From Aboveなどの再生動画があったが、それらは動画出力できない上ラグが生じてしまうため、Ultralight MIDIPlayerなどの動画出力可能で軽量なものが使われるようになっていった。音声などはKeppy's MIDI Converterで出力されることが多い。